# Война (арт-группа)
«Война́» — российская акционистская группа, действующая в области концептуального протестного уличного искусства. Образована в 2007 году Олегом Воротниковым, Натальей Сокол.
По состоянию на 2024 год группа перестала существовать.
Медийный «рупор» группы — Алексей Юрьевич Плуцер-Сарно.

## История
Арт-группа «Война» появилась в феврале 2007 года.
В 2010 году в результате конфликта внутри группы её участники условно разделились на «питерскую фракцию», проводящую акции в Санкт-Петербурге, и «московскую фракцию», проводящую акции в Москве. «Питерскую франкцию» возглавляли Олег Воротников и Наталья Сокол, «московскую» — Пётр Верзилов и Надежда Толоконникова.
С 15 ноября 2010 года по 22 февраля 2011 года двое активистов группы — Олег Воротников и Леонид Николаев — содержались в СИЗО Лебедевское в Петербурге по обвинению в хулиганстве в связи с участием в художественных акциях группы, носящих, по мнению следствия, «дерзкий и циничный характер выражения протеста против власти».
15 февраля 2012 года на Берлинском кинофестивале состоялась мировая премьера фильма режиссёра Андрея Грязева о группе «Война» под названием «Завтра». Фильм был показан более чем в 40 странах и получил более десятка призов. Наталья Сокол и Олег Воротников дважды подавали на режиссёра в суд. По их словам, они не давали разрешения на демонстрацию фильма со своим участием. Первый суд в Берлине в феврале 2012 года не принял доводов Воротникова и Сокол и обязал их оплатить все судебные издержки ответчика. Второй судебный иск, но уже в Московском суде, был также проигран Воротниковым и Сокол в июне 2013 года, где они требовали от режиссёра Андрея Грязева 3 млн руб.
В январе 2013 года члены петербургской фракции Олег Воротников, Наталья Сокол и Леонид Николаев уехали в Италию, спасаясь от преследования.
Весной 2014 года группу пригласили в Амстердам участвовать в фестивале OpenBorder. Организаторы сообщили, что это будет выставка о железном занавесе, который скоро падет в России, мероприятие, критикующее аннексию Крыма и давление на либеральные СМИ. Художники ответили категорическим отказом, сообщив что поддерживают присоединение Крыма к России.

## Состав группы
В группу «Война» в 2009 г. входило не меньше шестидесяти человек. Среди членов группы были поэты, художники, студенты, филологи, журналисты. В состав группы также входили бывшие и действительные студенты Тартуского университета, Школы фотографии имени Родченко и других учебных заведений. «Война» старается наладить свободное сотрудничество между своими членами, не прибегая к жесткому структурированию. По заявлениям участников группы, у «Войны» нет руководства, нет идеологов и лидеров, все активисты равны в правах.
«Война» своими учителями в современном искусстве считает Андрея Монастырского и Дмитрия Александровича Пригова. Внезапная смерть в июле 2007 года классика московского концептуализма Дмитрия Александровича Пригова оборвала подготовку совместной с группой «Война» акции. Поначалу акции носили анонимный подпольный характер и назывались «тренингами» или «тренировками». Тогда же деятельность группы заинтересовала художника Олега Кулика, который поддержал и одобрил деятельность «Войны».

## Акции
Впервые группа громко заявила о себе 1 мая 2007 года, когда Воротников, Верзилов, Толоконникова и Сокол решили присоединиться к инициативе арт-группы «Бомбилы» и провести несколько громких уличных акций на Первомай, чтобы привлечь внимание к уличному искусству, которое мыслилось как альтернатива галерейному, так и новая форма политического выражения, более эффективного, чем традиционные митинги, шествия и пикеты. Активисты провели акцию «Мордовский час» в ресторане «Макдоналдс» на Серпуховской площади в Москве. Активисты арт-группы с криками «Свободная касса!» кидали через прилавки ресторана живых бездомных кошек. Активисты заявили, что желают сделать «подарок низкооплачиваемой рабсиле фастфуда, лишённой в праздник отдыха и наслаждения современным радикальным искусством». Акция была пресечена милицией, участники задержаны. В том же году «Мордовский час» был признан газетой «Re: акция» «самым хулиганским перформансом». Эта акция также содержала отсылку к протестной деятельности западных антиглобалистов, для которых сеть ресторанов McDonald’s представляет собой один из символов глобализации.
В 2007 году её активисты участвовали в Саратове в «Марше несогласных» с лозунгом «Я хочу халву есть, я хочу на Путьку сесть».
В начале июля 2007 года «Война» подготовила совместную акцию с известным деятелем художественного авангарда Дмитрием Приговым: предполагалось, что активисты группы занесут на двадцать второй этаж студенческого общежития МГУ шкаф с сидящим внутри Приговым, который должен был вести стихотворный диалог с собственными записями. Акция называлась «Война занимается только неквалифицированным трудом». Однако акция не состоялась — её запретил декан философского факультета МГУ, после чего Пригов был госпитализирован с сердечным приступом, а через несколько дней он скончался. В конце августа того же года «Война» провела акцию «Пир» — поминки по Дмитрию Александровичу Пригову в ночь на 25 августа, накрыв столы в вагоне московского метро.
10 февраля 2008 в Киеве после разгона городской администрацией выставки, на которой демонстрировался «Пир», акция были воспроизведена в большем масштабе, сразу на трёх ветках метро. «Пир» был повторён в Киеве после того, как власти украинской столицы инициировали закрытие выставки «Общее пространство», в рамках которой, в частности, демонстрировалась видеозапись московских поминок по Пригову.
28 ноября 2007 года, накануне выборов в Государственную думу, «Война» при участии арт-группы «Бомбилы» провела несанкционированную акцию «ПП (Памятник Пригову vs План Путина)» на открытии ярмарки Non-Fiction в московском Центральном доме художника: активисты группы неожиданно спустились по растянутому баннеру с антресольного этажа выставочного центра с живыми баранами в руках. Акция известна также под названием «Путькин план».

### Акция «Ебись за наследника Медвежонка!»
Наибольший общественный резонанс получил перформанс «Ебись за наследника Медвежонка!», в котором несколько пар занимались сексом в одном из залов Государственного биологического музея им. К. А. Тимирязева. Акция состоялась в канун выборов президента Российской Федерации 2008 года, в которых основным кандидатом являлся Дмитрий Медведев. По словам организаторов акции, она «была приурочена к предстоящим президентским выборам». В акции участвовали пять совокупляющихся пар и 2 активиста, державших плакат с лозунгом.
Действо было заявлено почётным членом группы «Война» Алексеем Плуцером-Сарно как «портрет предвыборной России — все друг друга е..т, а Медвежонок взирает на это с отвращением» Один из комментаторов акции, художник Марина Перчихина, соотносит её с архаичными ритуалами, призванными обеспечить плодородие земли, которые, в свою очередь, понимаются как составная часть идеологии тоталитарной системы. Политолог Илья Прокудин отметил пародийность акции, издевательски высмеивающей курируемый президентом национальный проект по повышению рождаемости. Размещённый в интернете репортаж об акции вызвал острую общественную реакцию. Ряд общественно-политических деятелей и средств массовой информации обвинил участников перформанса в пропаганде порнографии, хулиганстве и надругательстве над нормами морали.
Позднее участник акции А. Плуцер-Сарно, державший транспарант «Е*ись за наследника Медвежонка!», был объявлен «главным порнографом России» и против него Народный Собор и Генпрокуратура инициировали возбуждение уголовного дела по ст. 242 УК РФ. Ему вменяется в вину распространение порнографии.

### Акция «Унижение мента в его доме» — захват 1-го отдела милиции в Мытищах
6 мая 2008 года в городе Мытищи была проведена акция «Унижение мента в его доме» (УМВЕД) (по другим данным, акция была проведена в 1-м отделе милиции города Мытищи). Зайдя внутрь отделения, арт-группа повесила на тюремной решётке портрет недавно избранного президента России Дмитрия Медведева и выстроилась перед ним в акробатическую фигуру — «пирамиду». Также в отделении были повешены плакаты: «Убей иммигранта» и стихотворный:
Оставь надежду,

         всяк сюда 

            входящий.

Не стоит

        под невинного

            косить.

Здесь не помогут

        всхлипы,

            взор молящий

Здесь и немые

        будут говорить!!!

### Акция «Мент в поповской рясе»
3 июля 2008 года в 00:30 Олег Воротников в рясе православного священника, под которой была надета форма сотрудника МВД, в сопровождении остальных членов группы «Война», осуществлявших видео- и фотодокументирование, а также различные функции по прикрытию, пошёл в магазин «Седьмой континент» по адресу ул. Неверовского, 15, где демонстративно загрузил пять полных пакетов продуктов и пронёс их через кассы, не оплатив.

### Акция «Памяти декабристов (ПэДэ)» — подарок мэру Лужкову на День города
7 сентября 2008 в день города арт-группа провела акцию «Памяти декабристов», или «Пестель на хуй не упал!», в которой в качестве подарка Юрию Лужкову к потолку отдела электроосветительных приборов магазина «Ашан» возле ТЦ «Мега Белая дача» были подвешены пять человек (трое гастарбайтеров, двое гомосексуалов). Актёры, изображавшие гомосексуалов, на самом деле были представителями меньшинств. Гастарбайтеры (два киргиза и один узбек) согласились участвовать в акции за деньги. Приговор «жертвам» состоял из лозунгов весьма недвусмысленного содержания: «Пестель никого не еб*т!», «Нет пархатым пи****сам!», «Нет косоглазым чуркам!», «Чурки — в чуркестан!», «Черножопые — гоу хоум!», «Сибирь — для сибиряков!», «Слава Москве!» и тому подобных.

### Акция «Штурм Белого Дома»
В ночь с 6 на 7 ноября «в ознаменование годовщины Великой Октябрьской Революции имени В. И. Ленина» (sic!) штурмовая бригада арт-группы «Война» в составе 15 человек взяла штурмом территорию Белого дома, после чего нарисовала на его фасаде лазером череп с костями высотой в 12 этажей (около 40 метров).
После завершения операции бригада перелезла через решётку с противоположной стороны Белого дома. Группа в полном составе скрылась в неизвестном направлении. Отправившиеся в погоню за арт-группой «Война» сотрудники ФСО не смогли задержать нарушителей порядка.

### Акция «Запрещение клубов (ЗеКа)» — заварка ресторана «Опричник»
Вход в ресторан «Опричник» был заварен металлическими листами в ночь с 28 на 29 декабря 2008 года. Рабочее название акции — «Безопасность граждан: Благотворительное укрепление дверей элитного клуба „Опричник“».

### «Хуй в очко!» — панк-концерт в здании Таганского суда
29 мая 2009 года вокально-инструментальная бригада группы «Война» под названием «ХВО» (эстрадный ансамбль «Хуй В Очко») провела двухминутную акцию в зале судебных заседаний Таганского районного суда г. Москвы на процессе по уголовному делу о выставке «Запретное искусство-2006» в защиту обвиняемых Ерофеева и Самодурова. В зал суда незаметно для судебных приставов были пронесены гитары, барабан, два портативных гитарных усилителя. По окончании короткого судебного заседания панк-музыканты расчехлили инструменты и исполнили двухминутную песню «Все менты ублюдки, помните об этом!».

### Акция «Леня Ёбнутый крышует Федералов»
22 мая 2010 года на Кремлёвской набережной у поворота на Боровицкую площадь, рядом с Большим Каменным мостом, член арт-группы «Война» Леонид Николаев (по прозвищу Лёня Ёбнутый) с синим ведром на голове запрыгнул на служебную машину ФСО со спецсигналом и пробежался по её крыше, а потом убежал от выскочившего из автомобиля офицера. Видео произошедшего вскоре попало в интернет. Активисты «Общества синих ведёрок» заявили о своей непричастности к этой акции.
Несколькими днями ранее тот же Лёня в рамках акции «Леня Ебнутый — наш президент» уже прогуливался с синим ведром на голове по полосе встречного движения центральных московских улиц.
Утром 28 мая он был схвачен неизвестными у своего дома и увезён в неизвестном направлении. Позднее Николаеву удалось сообщить, что его привезли в ОВД «Китай-город». Он обвиняется по административной статье, ему грозит 15 суток ареста. В тот же день Николаев был отпущен из милиции до нового разбирательства.
Известный правозащитник Лев Пономарёв так оценил акцию Николаева и действия государства:

Он выразил настроение сотен тысяч людей, возможно, даже миллионов, которые возмущены безнаказанным поведением людей с мигалками на машинах на улицах Москвы и неадекватным поведением власти в ответ на это.
И Лёня в ответ совершил, на мой взгляд, не совсем адекватный поступок. Должен сказать, что это вообще административное правонарушение, и если оно и должно иметь последствия, то исключительно в рамках закона.

Как ведет себя государство? Лёня был похищен неизвестными людьми рано утром и увезён в неизвестном направлении на глазах у родственников — они видели это в окно. Бесспорно, государство ведет себя как террорист. Похищение человека — это уже не административное правонарушение, это уголовное преступление
31 мая Леонид Николаев отказался явиться в суд по делу об административном правонарушении. Он заявил, что таким образом начинает кампанию протеста против коррупции в судебной системе.

### Акция «Хуй в ПЛЕНу у ФСБ!»
Акция «Хуй в ПЛЕНу у ФСБ!» прошла в ночь на 14 июня 2010 года в Санкт-Петербурге в день рождения Че Гевары. Активисты «питерской фракции» группы «Война» нарисовали гигантский фаллос на разводном пролёте Литейного моста. Ночью при разведении моста рисунок поднялся напротив здания ФСБ в СПб.
Рисунок размером 65 на 27 метров был сделан за 23 секунды. Краску выливали на проезжую часть из канистр. Мост разрисовывало 9 человек. Граффити безуспешно пытались смыть из брандспойтов двух пожарных машин.
Один из участников акции, Леонид Николаев, был задержан на двое суток. Изначально ему хотели предъявить обвинение по статье Уголовного кодекса «вандализм».
Фотографии моста с изображённым на нём фаллосом несколько дней занимали первое место в рейтингах блогов. Событие было запечатлено на ста марках, выпущенных Королевской почтой Норвегии по заказу Вагифа Абилова — частного лица, сочувствующего «Войне».
10 февраля 2011 года акция была включена в шорт-лист VI всероссийского конкурса в области современного визуального искусства «Инновация» в номинации «Произведение визуального искусства». 7 апреля ей присудили премию, о чём было объявлено на церемонии в «Гараже». Искусствовед Андрей Ерофеев, объявлявший лауреата, просто произнёс: «Хуй». Победителю «Инновации» полагались 400 тысяч рублей, однако получать их никто не вышел. Была передана лишь краткая запись голоса Олега Воротникова, который сказал: «Привет! А что, менты выдали работу на выставку?»

### Акция «Тараканий суд»
12 июля 2010 года во время оглашения приговора по делу организаторов выставки «Запретное искусство — 2006» в Таганском суде города Москвы московская фракция группы «Война» устроила «тараканью провокацию» в здании суда, разбросав в коридоре около 3000 мадагаскарских тараканов. Помимо постоянных активистов группы, в разбрасывании тараканов принимали участие Артём Лоскутов и активистка движения «Солидарность» Анастасия Рыбаченко. Активист «Войны» Пётр Верзилов и Анастасия Рыбаченко были задержаны и доставлены в ОВД.. На них были составлены протоколы об административном правонарушении. Милиция передала документы в суд, однако бумаги были возвращены, так как суд счел, что протоколы были составлены с нарушениями. Юрий Самодуров оценил эту акцию критически, считая, «…что так нельзя делать. Ведь в суд пришли не только люди, которых интересовал наш процесс, но и те, у кого были собственные дела в суде, зачем им вот эти тараканы».

### Акция «Пошто пиздили Куру?»
20 июля 2010 года в супермаркете «Находка» города Санкт-Петербурга питерская фракция группы «Война» провела акцию «Пошто пиздили Куру?» или «Сказ о том, как Пизда Войну кормила». В ходе акции одна из участниц группы, Елена Костылева, находясь в торговом зале супермаркета, частично поместила во влагалище взятую с прилавка охлаждённую курицу. В дальнейшем Костылева вместе с помещённой во влагалище курицей покинула супермаркет. Также в акции участвовали и другие члены группы, демонстрировавшие плакаты с нецензурной надписью.

### Акция «Дворцовый переворот»
16 сентября 2010 года в ходе акции в Санкт-Петербурге питерская фракция группы «Война» перевернула несколько милицейских машин. Участники акции Леонид Николаев и Олег Воротников задержаны в Москве 15 ноября 2010 года и отправлены в следственный изолятор, где пробыли до 24 февраля 2011 года.

### Акция «Лобзай мусора»
В январе-феврале 2011 года московская фракция группы «Война» провела акцию «Лобзай мусора», в рамках которой участницы арт-группы целовали сотрудниц милиции в общественном транспорте. Акция была приурочена к 1 марта, дате вступления в силу закона «О полиции». По словам активистов, сотрудниц милиции больше всего возмущало не то, что их целуют, а то, что это делает девушка. Согласно сообщению активистки Нади Толоконниковой, особенно острыми столкновениями были отмечены станции «Кузнецкий Мост», «Театральная» и «Площадь Революции». Один из активистов группы Алексей Плуцер-Сарно так отозвался об этой акции: «Это очередная провокация плагиаторов и мошенников». Ролик «Группа Война зацеловывает ментов» набрал более 1 миллиона просмотров на YouTube.

### Акция «Дорога-кормилица»
В августе 2011 года в Подмосковье и прилегающих к нему областях России московская фракция группы «Война» провела серию акций, посвященных прошедшим переаттестацию и лишенным возможности брать взятки сотрудникам милиции. Активисты, настаивая на том, что они «хотят помочь», блокировали работу постов ДПС, самостоятельно останавливали автотранспорт, выпрашивали у водителей еду, коптили полученную пищу на мангалах, чистили ботинки дорожным инспекторам, укрывали машину ДПС настенным ковром и распивали на посту спиртные напитки, выкрикивая патриотические лозунги в защиту милиции.

### Акция «„Менто-Ауто-Да-Фэ“, или „Е**ный Прометей“»
31 декабря 2011 года питерская фракция группы «Война» сожгла полицейский автозак на территории 71-го отдела полиции петроградского района Санкт-Петербурга. Примерно в 23:35 активист Еб**тый Дед Мороз произнёс текст «Если мусар не верит в нормального Деда Мороза, то к мусару приходит Ё**нутый Дед Мороз!» (сохранена орфография заявления в ЖЖ Плуцер-Сарно) и поджёг автозак. Также заявлялось, что «Поймите, это не художественная, это сверхудожественная акция! Это будет наш костер тщеславия». Активисты Войны поясняют, что в акции принимали участие «Ё****** Дед Мороз», а также «Вор», «Козленок», «Каспер Ненаглядный Сокол», «Плут» и другие члены штурмовой бригады группы «Война». Кроме этого, группа заявила, что всего на момент 1 января 2012 года было сожжено 7 полицейских автомобилей с комментарием «Это только начало». По факту возбуждено дело по части первой статьи 213 УК РФ. Стоимость нового автозака на базе Урала-4203-1 составляет не менее 2 миллионов рублей.
За акцию «„Менто-Ауто-Да-Фэ“, или „Е**ный Прометей“» группа была удостоена второго приза Альтернативной премии «Российское активистское искусство» в номинации «Акции, реализованные в городском пространстве» (церемония награждения лауреатов прошла в рамках Ассамблеи «МедиаУдар» в Зверевском центре современного искусства 4 декабря 2012 года, представители группы не присутствовали).

## Участие в политических провокациях
23 февраля 2008, накануне выборов президента Д. А. Медведева, группа «Война» на митинге прокремлёвского объединения «Молодая гвардия Единой России» развернула огромный транспарант «Ебись за наследника медвежонка!», за что была задержана и доставлена в милицию.
11 июня 2009 года произошел погром инсталляции группы «Война» на выставке «Русский леттризм» в ЦДХ, куда группа была приглашена куратором Андреем Ерофеевым. В день открытия выставки директор ЦДХ Василий Бычков дал распоряжение Ерофееву снять экспозицию «Войны», а художникам — покинуть помещение. Ерофеев исполнил указание. Художники покинуть помещение отказались и были выведены из ЦДХ с применением силы со стороны привлеченных сотрудников ОВД «Якиманка». Петру Верзилову, сопротивлявшемуся милиции, предъявлено обвинение в мелком хулиганстве.
Не осталась в стороне «Война» и от выборов 2011 года. После участия в митинге 5 декабря на Чистых прудах и последовавшем за ним несанкционированном шествии активист «московской фракции» группы «Война» Пётр Верзилов провел несколько дней в спецприемнике № 1 на Симферопольском бульваре, где активно проявлял свою гражданскую позицию.

## Участие в оппозиционных политических проектах

### Маевка движения «Солидарность»
Группа «Война» — участник и один из организаторов ежегодной культурной маевки движения «Солидарность». «Война» представила на маевке документацию своего перформанса «Медвежонок, в очко берёшь?» о неспособности президента Д. А. Медведева вести самостоятельную политику, за что участники группы Пётр Верзилов и Надежда Толоконникова были задержаны и доставлены в ОВД «Якиманка».

### Концерт «Мы все живём в Химкинском лесу!»
22 августа 2010 года на Пушкинской площади в Москве был проведен концерт «Мы все живем в Химкинскому лесу!», на котором выступили Юрий Шевчук, группы «Телевизор» и «Барто», Катя Гордон и другие, активисты группы «Война» приняли ключевое участие в организации концерта.

### Гей-прайд
Активисты «Войны» присоединились к кампании в поддержку российского гей-прайда, выпустив серию баннеров с символикой московского прайда-2011; серия была выполнена на основе материалов акции «Лобзай мусора». 28 мая 2011 года активисты «Войны» приняли участие в гей-прайде, где вступили в столкновение с хоругвеносцами, сторонниками движения «Народный собор», которые пытались помешать проведению гей-прайда. Активисты «Войны» были задержаны полицией.

### Форум гражданских активистов «Антиселигер»
Активисты группы «Война» организовывали культурную и политическую программу оппозиционного форума «Антиселигер», инициатором которого выступила лидер движения в защиту Химкинского леса Евгения Чирикова; «Антиселигер» прошел в Химкинском лесу с 17 по 20 июня 2011 года и собрал около 4 тысяч участников.

## Акции поддержки арестованным участникам группы «Война»
- Бэнкси, художник из Великобритании, поддержит арт-группу деньгами от продажи репродукций одной работы[96]. Художник собрал для арестованных членов группы 90 тысяч фунтов стерлингов (4,5 млн рублей)[97]. Информация появилась на сайте художника[98][99].
- В декабре 2010 года Артемий Троицкий, Андрей Ерофеев, Александр Иванов, Борис Куприянов, Андрей Ковалёв, Александр Косолапов, Андрей Лошак, Сергей Пахомов и Олег Кулик записали видеообращение в поддержку арт-группы[100][101].
- В январе 2011 года художник Андрей Бильжо создал и опубликовал с целью поддержки группы «Война» несколько рисунков[102].

## Оценки деятельности группы

### Положительные оценки
«Война» занимается политическим искусством. <…> Сегодня только на группе «Война» держится московская ситуация современного искусства. Если бы не группа «Война», всё современное российское искусство было бы ужасно провинциальной, жалкой, коммерческой еботнёй. Раньше, в 1990-х годах такую функцию выполнял Саша Бренер. Сегодня же группа «Война» — это та основа, на которой всё держится. Иначе всё искусство стало бы страшным провинциальным захолустьем. Так что с этим могу вас только поздравить!— А. Монастырский, 2009

Я обычно защищаю группу «Война» от художников или активистов, ругающих её. «Война» возникла на фоне скучных акций непарламентской оппозиции и на фоне келейного галеризма современных художников. «Войне» хочется, чтоб было весело — для художника это вообще главное и самое нормальное желание: чтоб было радикально весело. И «Война» показывает пример, как можно неплохо веселиться, используя при этом политическую, порнографическую и какую угодно фактуру. Как активистов их воспринимать невозможно, для меня это такие эстеты, делающие очень страстное и одновременно крайне дисциплинированное искусство. Это завораживает. Я вообще считаю, что искусство имеет право быть красивым и завораживающим, мистифицирующим и в этом смысле реакционным. Прогрессивным же должен быть политический анализ, позиция и действие— Кирилл Медведев.

Совершенно очевидно, что эта акция <Акция «Хуй в плену у ФСБ!»> войдёт в историю современного российского искусства. Стрит-арт и граффити — занятия для художников небезопасные не только в нашем мире, но и в самых прогрессивных странах, так что вся работа сделана вполне в рамках жанра. При этом явление сортирного языческого фаллоса в барочно-театральном окружении Санкт-Петербурга — необыкновенно, как-то по-лихачёвски смешно.— Юрий Аввакумов

Значение группы «Война» два года назад ещё не было понятно, многие воспринимали их как случайных хулиганов. А сейчас ясно всем, что это большое явление в современном искусстве.— Дмитрий Волчек.

То, что они делают — это передовой край современного искусства. Я про Литейный мост смотрел раза три. Когда мне было 17 лет, я тоже делал всякие — не такие яркие и громкие — вещи, тоже чудил. Но чудить с серьёзным смыслом, чтобы осталось это панковское детство, и при этом одновременно — достаточно взрослая гражданская позиция, это отличает ярких представителей современного искусства от просто панков.— Евгений Чичваркин

Не нравится радикализм? Не нравится трэш? И что? Значит, других адекватных форм отражения действительности сегодня нет. Кто тут виноват? Художники? Да, нет. Художники — это очень малая, бесконечно малая, часть общества, ничего не умеющая, кроме как отражать его состояние. А состояние определяет другие. Догадываетесь, кто? Правильно. Те, кто у руля стоит.

В общем, я вам так всем скажу, что если какое-то социально-государственное тело, начинает себя лишать частей — ампутировать конечности и анестезировать нервные окончания, чтобы не видеть, не замечать, не слышать, то хана полная наступить может такому телу в связи с обстоятельством непродуманного с биологической точки зрения членовредительства.— Пётр Войс

### Критические оценки
Акцию благовидно прикрыли лозунгами в защиту животных. Только вот эта позиция «зверушку жалко» уж очень лицемерна. В мае 2007-го эти же «зоозащитники» в рамках своей очередной акции швырялись… живыми кошками в сотрудников одного фастфуда. А полгода назад та же группа устроила в метро поминки по художнику Пригову — накрыли в вагоне стол, крепко выпили, вкусно закусили, сфотографировали, оставили после себя объедки и смотались. И никакие они не непризнанные гении. Неудачники-позеры, устраивающие акции по принципу «пришли-нагадили-ушли». Ради пиара готовы хоть станцевать на могиле, хоть публично снять трусы. И плевать им, что после их акций страдают безвинные люди — сотрудники подземки, музейные смотрительницы. От акций этих городских сумасшедших дурно пахнет— Маянцева А.

Когда я начинал в 18 лет, вокруг тоже… ну, вы помните, был радикал Свинья — ел говно, пил мочу, специально разрушал себя, бухал из идеологических соображений и сгубил себя водкой — но неважно, все время был эпатаж. Я ушел в армию, прихожу — перестройка, опять повылезали, стали эпатировать. Вторая редакция, «Чемпионы мира» и т. д. В 89-м появились провинциалы типа Авдея, и тоже — ну ща москвичам покажем. Уезжаю заграницу, приезжаю в середине 90-х — Осмоловский-Бренер-Кулик. Теперь группа «Война». Все делают примерно одно и то же. Я понимаю, что существуют законы природы, но это же не цветение вишни весной, мне скучно это наблюдать— Константин Звездочётов, художник

Это дешёвый эпатаж — заявить о себе, и в то же время они заявляют: «да а вы ещё до меня не доросли и вы просто не способны это понять!» это дело их совести и направления ума… я считаю что поле битвы должно быть то что делает художник картины в выставочном зале и пусть народ сам выбирает добровольно себе кумиров и преклоняется кто перед Моцартом, …кто перед Вивальди, кто перед Бахом, кто перед Черными носами. Это их личное дело — здесь насилия быть не должно. Но пошлости, развращающей душу человека, убивающей все святое, я считаю, на это уже должен быть запрет!— Александр Шилов, член-корр. РАХ, член Совета при Президенте РФ по культуре и искусству

### Премия конкурса «Инновация»
7 апреля 2011 года группе была присуждена премия «Инновация» в номинации «Произведение визуального искусства», Конкурс проводится Государственным центром современного искусства (ГЦСИ)
при поддержке Министерства культуры Российской Федерации.
Премия присуждена за изображение фаллоса на Литейном мосту в Санкт-Петербурге, которое участники «Войны» нарисовали ночью 14 июня 2010 года. После развода моста 65-метровый рисунок поднялся напротив здания питерского управления ФСБ. Размер премии составляет 400 000 рублей.
Участники арт-группы за призом не явились. Активисты группы Леонид Николаев и Олег Воротников объяснили этот поступок тем, что для их творчества не требуется официальных одобрений.
1 июля 2011 года стало известно, что группа «Война» передала 400 000 рублей госпремии «Инновация» в дар правозащитной организации «Агора» на помощь политическим заключённым.